# Коваль Василь Северинович
Васи́ль Севери́нович Кова́ль (нар. 14 січня 1979, Мукачево, Закарпатська область) — український диригент, педагог, лауреат всеукраїнських конкурсів, головний диригент Одеського національного академічного театру опери та балету, головний диригент Академічного симфонічного оркестру Запорізької філармонії, доктор мистецтва, заслужений артист України (2024). 

## Життєпис
Народився Василь Северинович Коваль 14 січня 1979 року в місті Мукачево.
З 1986 по 1992 рік навчається в м. Мукачево в школі №5. А з 1992 по 1994 р. — в школі №12. Початкову музичну освіту здобуває в Мукачівській музичній та хоровій школах. Грав на акордеоні.
Професійне навчання розпочалося в 1994 році в Дрогобичі. А саме, в Дрогобицькому музичному коледжі ім. В. Барвінського (колишнє Дрогобицьке державне музичне училище), на відділі хорового диригування (клас Богдана Бондзяка). В 1998 році закінчив там навчатися.
В цьому ж році поступив у Львівську національну музичну академію ім. М. Лисенка. Там навчається до 2003 року на кафедрі хорового диригування (клас проф. Юзюка І. С.). З 2001 по 2004 рік, паралельно з навчанням, працює диригентом Народного ансамблю пісні і танцю «Черемош» (при ЛНУ ім. І. Франка).
З 2002 року, деякий час, працює також реґентом Свято-Покровського кафедрального собору ПЦУ (м. Львів).
З вересня 2002 року до липня 2003 року проходив стажування, як помічник хормейстера у Львівському національному академічному театрі опери та балету ім. С. Крушельницької.
У листопаді 2002 року з хоровою групою ансамблю пісні і танцю «Черемош» брав участь (як художній керівник) у IV Всеукраїнському хоровому конкурсі ім. М. Леонтовича, де здобув разом з колективом III місце.
2003-2006 рр. — навчається на асистентурі-стажуванні у Львівській національній музичній академії ім. М. Лисенка (кафедра хорового диригування, клас проф. Юзюка І. С.).
З вересня 2003 по січень 2004 працює диригентом Заслуженої академічної хорової капели «Трембіта».
З 2 січня 2004 року по 31 листопада 2019 року обіймав посаду головного хормейстера Львівської опери. Іноді виступав також і як диригент з такими виставами: «Запорожець за Дунаєм», «Любовний напій», «Карміна Бурана», «Травіата», «Аїда», «Кавказ», «Реквієм» Дж. Верді, різдвяна програма «З нами Бог» та інші.
З 2007 року по 2011 Василь Коваль здобуває другу вищу музичну освіту, як оперно-симфонічний диригент (симфонія - клас Юзюка І. С., опера - клас Колесси Я. І.) у ЛНМА ім. М. Лисенка.
З 2010 року стає учасником Національної спілки театральних діячів України.
2013-2018 рр. — працює диригентом в Оперній студії при ЛНМА ім. М. Лисенка (паралельно з роботою в театрі). З цим колективом продиригував значну частину різноманітного репертуару. А саме: симфонії №39 та №40, «Реквієм» Моцарта, симфонії №№1-3, №7 Бетховена, опера «Кармен» Бізе, «Любовний напій» Доніцетті, «Запорожець за Дунаєм» Гулака-Артемовського, опера-хвилинка «Ноктюрн» М. Лисенка та інші.
2017 рік — поїхав на стажування у Великий театр опери та балету в місті Мінськ (Білорусь). Там на той час працював один з відомих українських диригентів, який також закінчив ЛНМА ім. М. Лисенка, Віктор Плоскіна. Зараз — головний диригент філармонії у місті Дніпро.
Також, приблизно в цей же час, ще до початку пандемії, Василь Коваль відвідав Китай, як запрошений диригент для постановки опери «Аїда» Дж. Верді.
З вересня 2020 р. до червня 2023 р., Василь Коваль працює у ЛНМА ім. М. Лисенка на посаді старшого викладача кафедри хорового та оперно-симфонічного диригування.
До 2022 року веде такі навчальні дисципліни, як «хорове диригування», «опанування оперою та симфонією», «педагогічна практика», «хорове аранжування». З вересня 2022 працює за сумісництвом та викладає тільки диригування (хорове та оперно-симфонічне).
Починаючи від вересня 2022 року і до сьогодні Василь Коваль працює у Дніпровському академічному театрі опери та балету.
З вересня 2023 року працює за сумісництвом у Запорізькій філармонії на посаді головного диригента академічного симфонічного оркестру (першим диригентом цього оркестру був видатний український диригент, родом зі Львова - Луців Ю. О.)
28 жовтня о 17.00 відбувся перший (прем'єрний) концерт Василя Коваля з цим колективом, під назвою «Музичні контрасти».
Наприкінці квітня 2024, виграв конкурс на заміщення вакантної посади головного диригента Одеського театру опери та балету. З 2024 року поєднує роботу в Одесі та Запоріжжі, адже не планує покидати Запорізьку філармонію.
З (лютого/березня???) 2025 року — завідувач кафедри оперної підготовки в Одеській музичній академії.

## Сім'я
Василь Коваль став другою дитиною в сім'ї. Мав старшого брата Віктора (раптово помер 31 січня 2022 року).
5 серпня 2006 року одружився. Разом з дружиною Наталією (також музикант, закінчила в 2009 році ЛНМА ім. М. Лисенка, як хоровий диригент; працює у Львівській національній опері артисткою хору - альт) виховують трьох дітей: найстаршу доньку Адріану (19.11.2007) та двох молодших синів - Северина (31.10.2011) та Ігоря (25.04.2014).
Всі діти здобувають початкову музичну освіту у Львівській школі мистецтв №9 (м. Винники). Адріана в травні 2023 року завершила навчання на відділі фортепіано та сольного співу. Северин та Ігор навчаються на духовому відділі. Обоє опановують гру на саксофоні.

## Нагороди та досягнення
- 2008 рік — звання лауреата II ступеня на Всеукраїнському конкурсі хорових диригентів (м. Київ). Також отримує там дві відзнаки - приз «Наші симпатії» та «За яскраву інтерпретацію оперно-симфонічного твору».
- В 2010 році брав участь у Другому міжнародному конкурсі симфонічних диригентів ім. С. Турчака (м. Київ).
- 15 жовтня 2010 року Кабінет Міністрів України нагородив В.С. Коваля почесною грамотою «За вагомий особистий внесок у забезпечення розвитку національної культури, багаторічну сумлінну працю, високу професійну майстерність».
- В серпні 2023 року нагороджений грамотою від голови Дніпропетровської обласної ради.
- 22 січня 2024 року, Василь Северинович Коваль нагороджений званням «Заслужений артист України»[1].
- 29 січня 2024 року, Василь Коваль захистив дистертацію у ЛНМА ім. Лисенка, за що отримав наукову ступінь доктора мистецтва.

## Медіа-публікації

### Статті, відгуки, рецензії
- 26.06.2019 — 27 червня винниківчанам покажуть оперу «Запорожець за Дунаєм».
- 18.02.2017 — Велика колядкова синтеза у Львівській опері.
- 28.10.2023 — Наш фронт музичний і зброя наша — Музика. «Музичні контрасти» у Запорізькій філармонії.
- 01.12.2023 — Світ опери вселив надію. Зірки оперної сцени (Запорізька філармонія).
- 16.12.2023 — Захоплююче свято різдвяної музики. «Мелодії Різдва» у Запорізькій філармонії.
- 17.12.2023 — Романтика, піднесення, веселощі... У Запорізькій філармонії звучали «Мелодії Різдва».
- 17.12.2023 — «Мелодії Різдва»: у Запоріжжі феєрично звучали різдвяні колядки.
- 11.01.2024 — Запорізька філармонія відзначила 85-річний ювілей яскравою прем'єрою. Концерт «Ніч новорічна».
- 14.01.2024 — Колектив Запорізької філармонії вітає головного диригента Коваля Василя Севериновича з ювілеєм!
- 14.01.2024 — Філармонія урочисто відзначила ювілей Маестро!❤️
- 14.01.2024 — Сьогодні був неймовірний концерт у Запорізькій обласній філармонії. «Ніч новорічна».
- 15.01.2024 — Маестро Василь Коваль продовжує традицію запорізьких диригентів.
- 15.01.2024 — Василь Коваль: «Диригувати Запорізьким симфонічним оркестром у свій ювілей — це щастя і особлива винагорода».
- 23.01.2024 — Колектив Запорізької філармонії вітає головного диригента академічного симфонічного оркестру Василя Коваля з присвоєнням почесного звання «Заслужений артист України».
- 23.01.2024 — Вітаємо маестро Василя Коваля зі званням «Заслужений артист України»!
- 05.02.2024 — Запорізький диригент Василь Коваль захистив творчий проєкт.
- 26.02.2024 — Орган, маримба і запорізький симфонічний: прекрасна музика, чудові виконавці.
- 02.05.2024 — Новим головним диригентом Одеської опери став Василь Коваль.
- 05.05.2024 — В Одеській опері новий головний диригент.
- 07.05.2024 — Закарпатець Василь Коваль став головним диригентом Одеської опери.
- 02.06.2024 — Неймовірний концерт - запорізький оркестр феєрично закрив симфонічний сезон з відомим скрипалем.
- 04.06.2024 — Яскравий дебют маестро Коваля.
- 21.06.2024 — Перенеслись в Іспанію - у Запоріжжі на прохання слухачів повторили дивовижний концерт.
- 07.12.2024 — Маестро Василь Коваль. Енергетичний центр творчого процесу Одеської опери.
- 12.01.2025 — В Одеській опері завершили цикл новорічних концертів виставою «Новорічна феєрія».

### Інтерв'ю
- 27.02.2019 — Творці сучасної постановки опери Ваґнера «Лоенґрін» обіцяють шокувати львівську публіку.
- 27.02.2019 — 1 березня у Львівському оперному театрі прем'єра «Лоенґрін».
- 28.02.2019 — Програма «Добрий ранок». Сюжет про оперу «Лоенґрін» Р. Ваґнера.
- 17.11.2022 — У Дніпро-опері готують гучну премʼєру.
- 19.12.2022 — Огляд різдвяно-новорічного репертуару Дніпровської опери з диригентом Василем Ковалем.
- 03.03.2023 — Розмова з диригентом-постановником Василем Ковалем перед премʼєрою опери «Запорожець за Дунаєм» С. Гулака-Артемовського у Дніпровській опері.
- 05.07.2023 — Василь Коваль. Інтерв'ю для польської програми «Історії сучасної війни». Епізод 92.
- 13.09.2023 — Інтерв'ю з зіркою опери Людмилою Монастирською та диригентом Василем Ковалем: про творчість, війну, класику та поп-культуру.
- 19.10.2023 — «Музичні контрасти» в Запорізькій філармонії.
- 24.10.2023 — Музичні контрасти: відомий запорізький оркестр виступить з новим диригентом.
- 29.10.2023 — Свято для меломанів: разом із симфонічним оркестром у Запоріжжі вперше виступив його новий головний диригент.
- 13.11.2023 — Радіо-ефір з В. Ковалем та Л. Монастирською перед виставою «Аїда» Дж. Верді у Національній опері України.
- 28.11.2023 — У Запорізькій обласній філармонії відбудеться премʼєра «Зірки оперної сцени».
- 05.12.2023 — Про роботу оперного театру під час Великої війни, культурний обмін, виклики сьогодення. Розмова з Людмилою Монастирською та Василем Ковалем.
- 14.12.2023 — Легенда світової опери у Дніпрі. Анонс вистави «Турандот» Дж. Пуччіні з Л. Монастирською, під орудою В. Коваля.
- 15.12.2023 — На сцені Дніпро опера - Дж. Пуччіні «Турандот».
- 28.12.2023 — Як ДніпроОпера готувалася до Різдвяного концерту.
- 10.01.2024 — У Запорізькій філармонії відбулася репетиція програми «Ніч новорічна».
- 20.05.2024 — Урочисте відкриття І Всеукраїнського фестивалю «Violin summit of Ukraine» (промова В. Коваля 4.50-14.30 хв).
- 29.05.2024 — Відомий диригент розповів, чим закриють симфонічний сезон у Запоріжжі та як полюбити класичну музику.
- 30.05.2024 — «Я дихаю разом з оркестром», - диригент Василь Коваль.
- 30.05.2024 — Запорізька обласна філармонія: завершення сезону.
- 16.06.2024 — Закриття сезону - новий головний диригент відомого запорізького оркестру поділився враженнями від роботи та колективу.
- 17.06.2024 — «Українська опера - це світова класика»: інтерв'ю з головним диригентом Одеської опери.
- 03.07.2024 — Завершення 214 театрального сезону в Одеській опері.
- 06.08.2024 — 215-й сезон в Одеській національній опері.
- 09.08.2024 — Репортаж з репетиції «Набукко» в Одеській опері.
- 11.08.2024 — Новий театральний сезон в Одесі: вистава «Набукко». Василь Коваль і монастирська.
- 05.11.2024 — Про 215-й театральний сезон в Одеській національній опері.
- 21.11.2024 — Інтерв'ю після прем'єри кантати-симфонії «Кавказ» С. Людкевича в Одеській опері.
- 24.02.2025 — Василь Коваль: «Диригент має вести співака і підтримувати його музично».
- 13.03.2025 — Василь Коваль: «В першу чергу, я роблю акцент на українській музиці».
- 05.08.2025 — Інтерв'ю з нагоди початку 216-го сезону Одеської опери.

### Відеозаписи
- 21.01.2022 — «Різдвяні симфонізми» І. Небесного (концерт «Різдвяно-лемківські візерунки» у Львівському палаці мистецтв).
- 21.01.2022 — «Лемківське весілля» М. Колесси (концерт «Різдвяно-лемківські візерунки» у Львівському палаці мистецтв).
- ?.?.2023 — «Набукко» Дж. Верді. Увертюра і фрагмент хору з 1-ї дії.
- 27.08.2023 — «Аїда» Дж. Верді (відкриття     50-го ювілейного сезону в Дніпро-опера). Фрагменти вистави.
- 20.12.2023 — Різдвяний вечір з Людмилою Монастирською.
- 25.12.2023 — Мелодії різдвяної ночі. Дніпровський театр опери та балету.
- 29.01.2024 — Пряма трансляція захисту дисертації Коваля В.С., на здобуття наукового ступеня «Доктор мистецтва».
- 14.02.2024 — Симфонії кохання з Людмилою Монастирською.
- 23.02.2024 — Р. Леонкавалло «Паяци» (Дніпро-опера).
- 25.02.2024 — Ней Розауро — концерт для маримби з оркестром №2 (Запорізька філармонія).
- 25.02.2024 — Франсіс Пуленк — Концерт для органу, струнних та литавр.
- 04.04.2024 — Л. Колодуб «Урочиста увертюра» (концерт присвячений 85-літтю Запорізької філармонії
- 20.04.2024 — Майстер-клас з диригування в рамках другого фестивалю-конкурсу «Окрилені піснею» в Дрогобичі.
- 20.06.2024 — Ернесто Лекуона «Малаґенья» (Запорізька філармонія).
- 11.08.2024 — «Ой чий то кінь стоїть». Творчий експромт в прямому ефірі. Василь Коваль та монастирська.

### Фото
- 21.12.2023 — Різдвяний вечір з Людмилою Монастирською.
- Василь Коваль та Людмила Монастирська у Fairmont Grand Hotel Kyiv (концерт Різдвяний вечір).
- 24.12.2023 та 25.12.2023 — Різдвяно-новорічні концерти у Дніпровському оперному театрі.
- 29.01.2024 — Захист творчого мистецького проєкту у ЛНМА ім. М. Лисенка.
- 08.02.2024 — Після концерту «Як надійшла любов».
- 08.02.2024 — З вистави Київської опери «Як надійшла любов».
- 04.04.2024 — 85 років натхнення (Запорізька філармонія).

## Наукові праці
- Коваль В. С. Виконавська концепція кантати-симфонії «Кавказ» С. Людкевича: взаємодія музичного й поетичного рівнів змісту у сучасній історичній ситуації. Наукові збірки ЛНМА ім. М. Лисенка, статті. Вип. №47. Львів, 2021. С. 32-39. http://journals.lnma.lviv.ua/index.php/naukovizbirky/issue/view/30
- Коваль В. С. Інтерпретація духовних символів в кантатах сучасних українських композиторів (на прикладі симфонії-кантати Віктора Камінського «Україна. Хресна дорога»). Наукові збірки ЛНМА ім. М. Лисенка, статті. Вип. №48. Львів, 2022. С. 34-40. http://journals.lnma.lviv.ua/index.php/naukovizbirky/issue/view/31
- Коваль В. С. Жанр хорової кантати українських композиторів Галичини XX — XXI століть в аспекті диригентської інтерпретації.